# トランスフォーマー (IDW版)
トランスフォーマー (IDW版)は、アメリカなどで発売されているトランスフォーマーシリーズのコミック作品である。製作はハズブロ、発行はIDWパブリッシング。

## 概要
それまでトランスフォーマーのコミックを出版していたドリームウェーヴ・プロダクションズが2004年12月に破産した。そのためハズブロは版権を2005年春にIDW社に与えた。
初めにG1期、ビーストウォーズのミニシリーズが出版され、さらに様々なシリーズが製作されている。
シリーズ開始当初は、マーベル版時代から担当していたライター、サイモン・ファーマンが上記の両シリーズの他、多くの作品を担当していた。『オール・へイル・メガトロン』以降は、様々なライターが担当するようになり、従来の設定を生かしながらも新たな物語を創造していた。
2019年から新シリーズを開始し引き続きハズブロと共同で出版していたが2022年にハズブロとの契約満了に伴い同じくハズブロのGIジョーと共に終了した。

## ラインナップ

### Hasbro Universe
便宜上、「IDWG1」と呼ばれることも多いが、G2以降のキャラクターも多く登場しており、設定を練り直した新たなストーリーが展開されている。
ShoPro Books及び、ヴィレッジブックスから一部作品の邦訳版が発売されている。ShoPro版は『戦え!超ロボット生命体トランスフォーマー』にあわせた名称、口調で翻訳されている。ヴィレッジ版は原語にあわせた名称で翻訳されており、以下、ShoProから刊行されたものを含めてヴィレッジ版の名称で記載する。
トランスフォーマー：インフィルトレーション（The Transformers: Infiltration）
ライター：サイモン・ファーマン
アーティスト：E.J.スー
最初に出版されたミニシリーズ。2005年10月にプレビュー版の0号、2006年1月より全6号が発売。
トランスフォーマーと地球人とのファーストコンタクトを描く。第0号はIDWの営業実績において最高の10万部を超える予約を記録した。

トランスフォーマー：ストームブリンガー（The Transformers: Stormbringer）
ライター：サイモン・ファーマン
アーティスト：ドン・フィゲロア
2006年7月より全4号。『インフィルトレーション』と同時期のサイバートロン星での戦いを描く。メインの悪役はサンダーウイング。
キャッチフレーズは「No Humans on Cybertron!」。前作で登場した人間キャラに対するファンの不満を反映したもの。

トランスフォーマー：スポットライト（The Transformers: Spotlight）
ライター：サイモンファーマン、他
アーティスト：ニック・ロシェ、他
メインシリーズで大きく取り上げられていないキャラクターをフィーチャーするシリーズ。2006年9月から2013年5月まで不定期に刊行された。
サイモン・ファーマンがメインライターを担当していた時期は、本編のバックアップストーリーとしての趣が強く、本編の展開に大きく絡むものも多かった。
『オール・ヘイル・メガトロン』と同時期に刊行された、『ブラー』『ジャズ』『ドリフト』『クリフジャンパー』『メトロプレックス』の5号は、『オール・ヘイル・メガトロン』と関連したものとなっており、TPBはスポットライトではなく、『オール・ヘイル・メガトロン』の3巻として発売されている。
『オライオン・パックス』『サンダークラッカー』『メガトロン』『バンブルビー』『トレイルカッター』『ホイスト』の6号は、ハズブロから発売される玩具とのタイアップとなっており、キャラクターも玩具と同じ姿で描かれている。また、『ダーク・サイバトロン』の前日端（時代は戦前から現代と作品によって異なる）にもなっている。TPBは『The Transformers: Dark Prelude』のタイトルで発売された。
日本では『オールヘイルメガトロン』に関連作が収録されているほか、日本独自編集版として『メガトロン・オリジン』に収録される形で『ショックウェーブ』と『サウンドウェーブ』が出版されている。

トランスフォーマー：エスカレーション（The Transformers: Escalation）
ライター：サイモン・ファーマン
アーティスト：E.J.スー
2006年11月より全6号。『インフィルトレーション』の続編。
トランスフォーマーを捕らえようとする組織マシネーションと、人類を巻き込んだ戦争を企むメガトロンを阻むオプティマス・プライムを描く。

トランスフォーマー：メガトロン・オリジン（The Transformers: Megatron: Origin）
ライター：エリック・ホルムズ
アーティスト：アレック・ミルン、マルセロ・マテア
2007年5月より全4号。
サイバートロン星での内戦の始まり、ディセプティコンの起源、メガトロンの台頭などを描く。
日本ではヴィレッジブックスより邦訳版が発売された。

ニューアベンジャーズ/トランスフォーマー（New Avengers/Transformers）
ライター：スチュワート・ムーア
アーティスト：タイラー・カーカム、サル・レグラ
2007年7月より全4号。マーベル・コミックとのクロスオーバー作品。
時期は『インフィルトレーション』と『エスカレーション』の間に設定され、後者登場のトランスフォーマーキャラが参加。マーベルからはキャプテン・アメリカ、アイアンマン、ウルヴァリン、スパイダーマンらが登場。

トランスフォーマー：デバステーション（The Transformers: Devastation）
ライター：サイモン・ファーマン
アーティスト：E. J. スー、他
2007年9月より全6号。『エスカレーション』の続編。『スポットライト：シックスショット』から繋がり、同『ガルバトロン』とも関連する。

トランスフォーマー：オール・ヘイル・メガトロン（The Transformers: All Hail Megatron）
ライター：シェーン・マッカーシー
アーティスト：グイド・グイディ、他
2008年4月より本編12号、2話ずつからなる余禄4号の全16号。
日本ではShoPro Booksより邦訳版が発売された。
詳しくはオール・ヘイル・メガトロンを参照。

トランスフォーマー：マキシマム・ダイノボッツ（The Transformers: Maximum Dinobots）
ライター：サイモン・ファーマン
アーティスト：ニック・ロシェ、ジェームズ・ライース、他
2008年12月より全4号。『オール・ヘイル・メガトロン』と同時期に平行して刊行された。時系列は『オール・ヘイル・メガトロン』より前となっており、ダイノボットとスコルポノックの戦いが描かれている。

トランスフォーマー（The Transformers）
ライター：マイク・コスタ、ジェームズ・ロバーツ
アーティスト：ドン・フィゲロア、グイド・グイディ、アレックス・ミルン、他
2009年11月より全31号刊行のオンゴーイングシリーズ。『オール・ヘイル・メガトロン』から3年、人類とトランスフォーマーの新たな関係が描かれている。
IDW版初のオンゴーイングシリーズであることから他と区別するために「オンゴーイング」と呼ばれることが多い。
日本ではヴィレッジブックスより邦訳版が全5巻出版されている。

トランスフォーマー：バンブルビー（The Transformers: Bumblebee）
ライター：サンダー・キャノン
アーティスト：チー・ヤン・オン
新たにオートボットのリーダーとなったバンブルビーを主役とした、2009年12月より全4号刊行のミニシリーズ。

トランスフォーマー：ラストスタンド・オブ・レッカーズ（The Transformers: Last Stand of the Wreckers）
ライター：ニック・ロシェ、ジェームズ・ロバーツ
アーティスト：ニック・ロシェ、グイド・グイディ
ディセプティコンに占拠された刑務所を奪還するために命がけの任務にあたるレッカーズの戦いを描く、2010年1月より全5号刊行のミニシリーズ。TPBやハードカバー版には短編の小説やコミックが追加で収録されている。
ニック・ロシュがライターとメインアーティストを兼任し、ジェームズ・ロバーツが共同ライターや短編小説の執筆を担当している。
日本ではヴィレッジブックスより邦訳版が出版されている。

トランスフォーマー：アイアンハイド（The Transformers: Ironhide）
ライター：マイク・コスタ
アーティスト：ケイシー・カラー
死亡したはずが、サイバートロン星で目覚めたアイアンハイドを主役とした、2010年5月より全4号刊行のミニシリーズ。

トランスフォーマー：ドリフト（The Transformers: Drift）
ライター：シェーン・マッカーシー
アーティスト：アレックス・ミルン
『オール・ヘイル・メガトロン』以前、ディセプティコンに加入していたドリフトがどのようにしてオートボットになったかを描く。2010年9月より隔週で全4号刊行のミニシリーズ。
日本ではヴィレッジブックスより邦訳版が出版される。

トランスフォーマー：インフェステーション（The Transformers: Infestation）
ライター：ダン・アブネット、アンディ・ラニング
アーティスト：ニック・ロシェ
異次元から侵略してきたゾンビとIDWから刊行されている版権コミックのクロスオーバーシリーズ「インフェステーション」のトランスフォーマー編。2011年2月に隔週で全2号。オートボットとガルバトロンが手を組み事件に対処することになる。
トランスフォーマー以外では、『スタートレック』『ゴーストバスターズ』『G.I.ジョー』とのクロスオーバーコミックが刊行された。

トランスフォーマー：ハート・オブ・ダークネス（The Transformers: Heart of Darkness）
ライター：ダン・アブネット、アンディ・ラニング
アーティスト：ウリセス・ファリナス
『インフェステーション』前後のガルバトロンを主役とした、2011年3月より全4号刊行のミニシリーズ。

トランスフォーマー：デス・オブ・オプティマス・プライム（The Transformers: The Death of Optimus Prime）
ライター：ジョン・バーバー、ジェームズ・ロバーツ
アーティスト：ニック・ロシェ
2011年12月に刊行された読みきり作品。オンゴーイングの直接の続編となっており、『モア・ザン・ミーツ・ジ・アイズ』と『ロボッツ・イン・ディスガイズ』に続く。
原書TPB、邦訳版ともに『モア・ザン・ミーツ・ジ・アイズ』の1巻に収録されている。

トランスフォーマー：モア・ザン・ミーツ・ジ・アイ（The Transformers: More than Meets the Eye）
ライター：ジェームズ・ロバーツ
アーティスト：アレックス・ミルン、他
2012年1月より全57号刊行のオンゴーイングシリーズ。2012年のみアニュアルも刊行された。
日本ではヴィレッジブックスより邦訳版が刊行されている。

トランスフォーマー：オートクレシー（The Transformers: Autocracy）
ライター：クリス・メッツェン、フリント・ディル
アーティスト：リビオ・ラモンデリ
2012年1月より隔週で全12号。1話あたりが通常の3分の1のページ数で、低価格の電子書籍として発売された。

トランスフォーマー：ロボッツ・イン・ディスガイズ（The Transformers: Robots in Disguise）
ライター：ジョン・バーバー
アーティスト：アンドリュー・グリフィス、他
2012年1月より全57号刊行のオンゴーイングシリーズ。2012年のみアニュアルも刊行された。同名のアニメシリーズが開始されるにあたり、混乱を避けるため35号より『The Transformers (Vol.2)』に改題された（号数は継続されている）。
日本ではヴィレッジブックスより邦訳版が刊行されている。

The Transformers: Monstrosity
ライター：クリス・メッツェン、フリント・ディル
アーティスト：リビオ・ラモンデリ
2013年3月より隔週で全12号。『オートクレシー』の続編で、同じ形式で刊行された。

トランスフォーマー：ダーク・サイバートロン（The Transformers: Dark Cybertron）
『ロボッツ・イン・ディスガイズ』と『モア・ザン・ミーツ・ジ・アイ』のクロスオーバーイベントで、2013年6月より全12号刊行のマキシシリーズ。第1話と最終話以外は、『ロボッツ・イン・ディスガイズ』と 『モア・ザン・ミーツ・ジ・アイ』の23～27号で交互に展開された。
日本ではヴィレッジブックスより邦訳版が刊行されている。

The Transformers: Windblade
ライター：マーグレッド・スコット
アーティスト：サラ・ストーン
『ダークサイバトロン』で新登場したウインドブレードを主役とした、2014年4月より全4号刊行のミニシリーズ。
サイバートロンの再建を目指すウインドブレードはスタースクリームの陰謀と対峙することになる。

The Transformers: Punishment
ライター：ジョン・バーバー
アーティスト：リビオ・ラモンデリ
2014年6月に全5号のモーションコミックとして発表された。

The Transformers: Primacy
ライター：クリス・メッツェン、フリント・ディル
アーティスト：リビオ・ラモンデリ
2014年8月より全4号。『オートクレシー』から始まった三部作の完結編。『Monstrosity』の続編だが、前作までと違い通常の形式で発売された。

トランスフォーマー：ドリフト - エンパイア・オブ・ストーン（The Transformers: Drift - Empire of Stone）
ライター：シェーン・マッカーシー
アーティスト：グイド・グイディ
2014年11月より全4号。ライターとアーティストは『オール・ヘイル・メガトロン』のコンビだが、『Regeneration One』のスタイルで製作されている。そのため『オール・ヘイル・メガトロン』とは作画面の印象は大きく異なる。

The Transformers: Windblade (Vol.2)
ライター：マーグレッド・スコット
アーティスト：コリン・ハウエル、他
2015年3月より全7号。『Windblade』の続編。最初の3号は『The Transformers (Vol.2)』39～41号と交互に、ハズブロの玩具とタイアップした「Combiner Wars」イベントを展開した。

The Transformers: Combiner Hunters
ライター：マーグレッド・スコット
アーティスト：サラ・ピトロ・ドローチャー
2015年7月に刊行された読みきり作品。「Combiner Wars」の後日端となる。
サンディエゴ・コミコン2015にて先行発売され、同イベントで限定発売された玩具「Combiner Hunters」セットとタイアップしている。作中に登場するアーシー、ウインドブレード、クロミアはそのセットと同じカラーリングになっている。また、ファン投票によって新キャラクターを創る企画「Fan Built Bot」によって創られたコンバイナー、ビクトリオンが初登場している。

The Transformers: Redemption
ライター：ジョン・バーバー
アーティスト：リビオ・ラモンデリ
2015年10月に刊行された読みきり作品。『Punishment』の続編。

トランスフォーマー：シンズ・オブ・レッカーズ（The Transformers: Sins of the Wreckers）
ライター・アーティスト：ニック・ロシュ
2015年11月より全5号。『ラストスタンド・オブ・レッカーズ』の続編。

The Transformers Holiday Special
ライター：マーグレッド・スコット、ジェームズ・ロバーツ、ジョン・バーバー
アーティスト：コリン・ハウエル、コテリ、ジョシュ・バーチャム
2015年12月に刊行された読みきり作品。祝日をテーマとした短編を3話収録。

The Transformers: Till All Are One
ライター：マーグレッド・スコット
アーティスト：サラ・ピトロ・ドローチャー
2016年6月より全12号刊行のオンゴーイングシリーズ。2017年12月には完結編となるアニュアルが刊行された。

The Transformers: Titans Return
ライター：マーグレッド・スコット、ジェームズ・ロバーツ、ジョン・バーバー
アーティスト：リビオ・ラモンデリ
2016年7月に刊行された読みきり作品。オンゴーイングシリーズ3誌とあわせて、ハズブロの玩具とタイアップした「Titans Return」イベントを展開した。

Revolution
ライター：ジョン・バーバー、カレン・バン
アーティスト：フィコ・オシオ
2016年7月よりプレビュー版となる0号が関連各誌の巻末などに掲載され、9月より隔週で全5号が刊行されたミニシリーズ。
トランスフォーマー以外のハズブロ玩具シリーズ（『ROM』『M.A.S.K.』『マイクロノーツ』『アクションマン』『G.I.ジョー』）を交えた一大クロスオーバーイベント。本作よりトランスフォーマーシリーズを中心とした「Hasbro Universe」が形成された。
これにともない、『Revolution』の刊行を前後して、関連シリーズが刊行されたり、他シリーズのキャラが登場していた。

Optimus Prime
ライター：ジョン・バーバー
アーティスト：座間慧、他
2016年12月より刊行のオンゴーイングシリーズ。『The Transformers (Vol.2)』の続編。2017年、18年にはアニュアルも刊行された。

トランスフォーマー：ロスト・ライト（The Transformers: Lost Light）
ライター：ジェームズ・ロバーツ
アーティスト：ジャック・ローレンス、他
2016年12月より刊行のオンゴーイングシリーズ。『モア・ザン・ミーツ・ジ・アイ』の続編。

Revolutionaries
ライター：ジョン・バーバー
アーティスト：フィコ・オシオ、他
2017年1月より全8号。

The Transformers: Salvation
ライター：ジョン・バーバー
アーティスト：リビオ・ラモンデリ
2017年6月に刊行された読みきり作品。『Redemption』の続編。

Rom vs. Transformers: Shining Armor
ライター：ジョン・バーバー、クリストス・ゲージ
アーティスト：アレックス・ミルン
2017年7月より全5号。ロムとトランスフォーマーのクロスオーバーシリーズ。

First Strike
ライター：マーグレッド・スコット、デイビット・ロドリゲス
アーティスト：マックス・ダンバー
2017年6月よりプレビュー版となる0号が関連各誌の巻末などに掲載され、8月より隔週で全6号が刊行された。
Transformers vs. Visionaries
ライター：マグダレン・ビサジオ
アーティスト：フィコ・オシオ
2018年1月より全5号。『First Strike』から登場したビジョナリーズとトランスフォーマーのクロスオーバーシリーズ。
Transformers: Requiem of the Wreckers
ライター：ニック・ロシュ
アーティスト：ニック・ロシュ、ジェフ・シニア、ブレンダン・カーヒル
2018年5月に刊行された読みきり作品。『シンズ・オブ・レッカーズ』の続編でレッカーズシリーズの完結編。
Transformers: Unicron
ライター：ジョン・バーバー
アーティスト：アレックス・ミルン、他
2018年5月のフリーコミックブックデイでプレビュー版となる0号が配布され、7月より隔週で全6号が刊行された。
Hasbro Universeシリーズの完結編となっており、サイバトロン星にユニクロンが襲来する。

### 2019年からの新シリーズ
Transformers
Hasbro Universeの終了に伴い、2019年3月より刊行されている新シリーズ。隔週で月２回刊行されている。本シリーズを指し示す際には、旧シリーズとの差別化のため年号をつけた、『Transformers (2019)』といった表記も見られる。
玩具シリーズ「War for Cybertron」で発売されているキャラクターは同シリーズの玩具デザインが使用されており、未発売のキャラクターも直近の玩具のデザインが使用されることが多い。
Transformers: Galaxies
スピンオフシリーズ。各編ごとにライターとアーティストが入れ替わり、１〜4号はコンストラクティコン、5〜6号はクリフジャンパー、7〜9号はアーシー、10〜12号はウルトラマグナスが主役となっている。
Transformers: Escape
Transformers Halloween Special
Wreckers: Tread & Circuits

### ビーストウォーズ
原作となるアニメシリーズについてはビーストウォーズ　超生命体トランスフォーマーを参照。
Beast Wars：The Gathering
アニメ版ビーストウォーズ、シーズン2（日本版である『ビーストウォーズメタルス 超生命体トランスフォーマー』前半に相当）の後の世界を描く。レイザービーストをはじめ、玩具のみでアニメに登場していないキャラクターが活躍する。
Beast Wars：The Ascending
『The Gathering』の続編。日本向けに製作され、海外で展開していなかったアニメ作品『ビーストウォーズII 超生命体トランスフォーマー』、『ビーストウォーズネオ 超生命体トランスフォーマー』からも設定は異なるものの、キャラクターが登場する。サイバトロンモードも登場するが、その姿はアニメ作品登場のものとは異なる。作中でライオコンボイ、ビッグコンボイはそれぞれ「LIO CONVOY」、「BIG CONVOY」と表記されている。
Beast Wars Sourcebook
ビーストウォーズシリーズに登場するキャラクターを、イラストを交えて紹介するデータ本。玩具のみで発売されたキャラや、『ビーストウォーズII』、『ビーストウォーズネオ』に登場したキャラも網羅している。
Transformers: Dawn of the Predacus
Transformers: Beast Wars

### Evolutions
パラレルワールドシリーズ。シリーズとしては『Hearts of Steel』1作のみで終了してしまったが、『Hearts of Steel』の続編となる物語がいくつか発表されている。
The Transformers: Evolutions Hearts of Steel
2006年6〜9月、チャック・ディクソン（Chuck Dixon）脚本、グイード・グイディ（Guido Guidi）作画で全4号。
19世紀の蒸気機関に変形するトランスフォーマーたちの物語。

Infestation 2: The Transformers
クトゥルフ神話を題材とした「Infestation 2」シリーズの1作で、トランスフォーマー編となる。
物語は『Hearts of Steel』の続きとなっており、クトゥルフ神話の旧神との戦いが描かれる。全2号。

The X-Files: Conspiracy: The Transformers
IDWから出版されている各作品とX-ファイルのクロスオーバーシリーズの1作。それぞれの物語は連続しており、トランスフォーマー編は第4話に相当する。
舞台は現代となっており、登場するトランスフォーマーの姿も変わっているが、作中に登場する写真から『Infestation 2』のその後であることがわかる。

### 実写映画シリーズ
Transformers: The Movie Prequel
2007年2〜5月、全4号の映画序章。クリス・リャール（Chris Ryall）とファーマン脚本、フィゲロア作画。

Transformers: Movie Adaptation
2007年6月より。映画『トランスフォーマー』のコミカライズ。

Transformers: The Reign of Starscream
映画本編のその後を描いた作品。

Transformers: Saga of the Allspark

Transformers: Alliance
『The Reign of Starscream』の続編。玩具で発売されたものの劇中に登場しなかったレッケージなどのキャラクターが活躍する。
Transformers: Defience
『Movie Prequel』よりも過去にあたる、サイバトロン星での物語。オプティマス達が掘り出した遺物の影響で、メガトロンが反乱を起こす。
Transformers Revenge of the Fallen Offical Movie Adaptation
『トランスフォーマー/リベンジ』のコミカライズ作品。

Transformers: Revenge of The Fallen: Tales of the Fallen
『Alliance』の続編や、ジェットファイアーの過去を描いた短編集。1作目の玩具版アーシーと『リベンジ』に登場したアーシーズとの関係や、バリケードの再登場が描かれる。
Transformers: Nefarious
人工オールスパークを持つ謎の人間の組織と戦うため、オートボットとサウンドウェーブは同盟を組む。
トランスフォーマー：セクター7（Transformers: Sector 7）
セクター7の歴史を描く外伝。
Transformers: Foundation
サイバトロン星での物語。部下であるオプティマスやメガトロンと共に混乱の時代を終わらせたセンチネルプライムは、オプティマスへ彼がプライムであることを教え、民のリーダーになるよう求める。しかしそれを聞いていたメガトロンは嫉妬心から反乱への道を進むのだった。
トランスフォーマー：ライジング・ストーム （Transformers: Rising Storm）
『リベンジ』と『ダークサイド・ムーン』を繋ぐ物語。サイバトロン星からやってきたショックウェーブの手により、数多くのオートボットが命を奪われてゆく。一方サムはカーリーやブレインズと出会う。
Transformers: Dark of the Moon Movie Adaptation
『トランスフォーマー/ダークサイド・ムーン』のコミカライズだが、小説版同様ツインズが登場していたり、結末に違いがある。
How to Ride a Dinobot!

Schick Hydrobot and the Transformers
『最後の騎士王』のプロモーションを兼ねて制作されたSchickのハイドロ剃刀とのコラボ読み切りコミック。IDWのサイトから無料でダウンロードできる。
トランスフォーマー：バンブルビー（Transformers: Bumblebee Movie Prequel）
『バンブルビー』の前日譚コミック。冷戦時代を舞台に、アメリカの「セクター７」からイギリス秘密情報部に派遣されたバンブルビーと情報部のエース工作員デビッド・リーブが共に犯罪組織「E.I.D.O.L.O.N.」壊滅のために活躍するスパイアクション作品。
日本ではヴィレッジブックスより邦訳版が発売された。

### アニメイテッド
原作となるアニメシリーズについてはトランスフォーマー アニメイテッドを参照。
Transformers Animated
第2シーズンまでのアニメ内容を収録したフィルムコミック。全13巻。第3シーズン以降として14巻も予定されていたが、表紙カバー絵が発表されたのみで発行はされなかった。その後、『Transformers Animated：The Adventure continues!』として第3シーズンが収録されることも発表されたが、こちらも結局、発行はされなかった。
Transformers Animated: The Arrival
当初玩具のみで発売されていたオイルスリックの登場する話など、アニメで描かれなかったストーリーが展開される短編集。
セーフガードの玩具に封入されていたコミックの再録を含めた全6話が1冊にまとめられて発行されている。
Transformers Animated: The Allspark Almanac
アニメ作品のストーリーや設定・デザイン画を収録したデータ本。アニメに登場するキャラクターたちが紹介する形をとるなど、アニメを見た人が楽しめるつくりになっている。無印と2の全2巻。無印には第1〜第2シーズンまで、2には第3シーズンの内容と予定されていた第4シーズンの計画が収録されている。

### Aligned continuity
Transformers: War for Cybertron
小説『Transformers: Exodus』の一部をコミック化した作品。同名ゲームの予約特典などで配布された。
Transformers: Prime（グラフィックノベル）
同名テレビシリーズの前日譚作品。後に4巻に分冊されても発売されている。
Transformers: Prime（フィルムコミック）
同名テレビシリーズのフィルムコミック作品。
Transformers: Fall of Cybertron
ダイノボットを主役とした同名ゲームの前日譚～同時期の出来事が描かれた作品。IDW初の電子書籍限定作品。
Transformers Prime: Rage of the Dinobots
ゲームとテレビシリーズ（第3シーズン）を繋ぐミッシングリンク作品で、『Fall of Cybertron』に引き続きダイノボットが主役となっている。ライターはテレビシリーズにも参加しているライターが共同で担当している。
Transformers Prime: Beast Hunters
『Rage of the Dinobots』の続編。
Transformers: Robots in Disguise
同名テレビシリーズのコミック化作品。オリジナルエピソードが描かれ、『プライム』時代のキャラクターも登場する。

### マーベルユニバース
The Transformers: Regeneration One
マーベルコミック版の続編。アメリカ版の続編となっているが、レッカーズやジアクサスなどイギリス版やG2のみのキャラクターや設定も登場している。アメリカ版の最終号となった80号の刊行から21年経過していることから、作中でも21年後に設定されている。
Transformers '84
- ライター：サイモン・ファーマン
- アーティスト：グイド・グイディ

トランスフォーマーコミックシリーズの35周年を記念した特別読み切り作品。マーベル版コミックの前日譚となっており、号数も0号表記となっている。
Transformers '84: Secrets & Lies

### シャッタードグラス
Transformers Shattered Glass

Transformers Shattered Glass II

### クロスオーバー作品
Mars Attacks: The Transformers
2013年1月に行われた、マーズ・アタック!とのクロスオーバーイベントのトランスフォーマー編。
トランスフォーマー以外には、『ポパイ』『Zombies vs Robots』『キッス』『ゴーストバスターズ』の4作品とのクロスオーバーが刊行された。
Transformers vs. G.I. Joe
- ライター：トム・シオリ、ジョン・バーバー
- アーティスト：トム・シオリ

G.I.ジョーとのクロスオーバーシリーズ。
Angry Birds Transformers
同名ゲームとタイアップした全4号のミニシリーズ。
オールスパークを輸送中のオートボットの船がディセプティコンに襲撃される。逃げるためにワープをするが、オールスパークがワープ空間に吸い出されてしまう。アングリーバードの世界へたどり着いたオールスパークはエッグスパークへと変化しており、影響を受けたアングリーバードたちもトランスフォーマーへと変化していく。
Aw Yeah Revolution!

Star Trek vs. Transformers
- ライター：ジョン・バーバー、マイク・ジョンソン
- アーティスト：フィリップ・マーフィー、他

スタートレックシリーズのアニメ作品、まんが宇宙大作戦とのクロスオーバー作品。両シリーズともにアニメ版の作画が再現されている。
救難信号を受け、シグナス7号星へ向かったカークたちは、基地を襲う謎のロボット軍団に遭遇する。
Transformers/Ghostbusters
ゴーストバスターズとのクロスオーバーミニシリーズ。両シリーズが共に35周年であることを記念して刊行された。物語はIDWで刊行中のゴーストバスターズと同じ世界観で展開され、トランスフォーマーの新キャラクター、エクトトロンが登場する。
Transformers vs. The Terminator
ターミネーターとのクロスオーバー作品。
My Little Pony/Transformers: Friendship in Disguise!
2020年に刊行されたマイリトルポニー〜トモダチは魔法〜とのクロスオーバー作品。1号に2話掲載されており、エクエストリアにやって来たトランスフォーマーとポニーたちの交流が描かれている。
Transformers/Back to the Future
バック・トゥ・ザ・フューチャーとのクロスオーバー作品。
My Little Pony/Transformers: The Magic of Cybertron
2021年に刊行された『My Little Pony/Transformers: Friendship in Disguise!』の続編。前作とは立場が反転し、サイバトロン星にポニーたちがやって来ている。

### その他のシリーズ
Transformers: The Animated Movie
- ライター：ボブ・バディアンスキー
- アーティスト：ドン・フィゲロア

1986年のアニメ映画『トランスフォーマー ザ・ムービー』の公開20周年記念として製作された新規コミック版。2006年10月より全4号。
バディアンスキーはマーベル版コミックを降板してから17年ぶりにトランスフォーマーシリーズのライターを担当した。
ストーリーは映画版に非常に忠実だが、一部オリジナルの展開があり、映画版には未登場のキャラクターも登場する。
Transformers: Cybertron: Balancing Act
- ライター：フォレスト・リー
- アーティスト：ダン・カーナ

2007年6月に発売。2005年〜2006年にHasbro Collector's Club Magazineに掲載分の合本。
Transformers: Deviations
- ライター：ブランドン・M・イーストン
- アーティスト：プリシラ・トラモンタノ

2016年に行われた歴史のIFを描くクロスオーバーイベント「Deviations」のトランスフォーマー編。「もしオプティマス・プライムが死ななかったら」をテーマに、アニメ映画『ザ・ムービー』のIF展開が描かれている。
Transformers: Bumblebee
『Win If You Dare』とその前日譚となる『Go For the Gold』の2作から成るバンブルビーを主役としたグラフィックノベル。
Transformers: King Grimlock

Transformers: Last Bot Standing

## コミックオリジナルキャラクター
何れのキャラクターも『Hasbro Universe』を起源としている。
ノヴァ・プライム（Nova Prime）/ ネメシス・プライム（Nemesis Prime）
オプティマス・プライムの4代前のプライムで、サイバトロン星の黄金時代を築いたと謳われる伝説の存在。
宇宙船アークで探査調査に向かうが、不慮の事故で生死が逆転した異次元「デッド・ユニバース」に迷い込んでしまう。
ドリフト（Drift） / デッドロック（Deadlock）
『オール・ヘイル・メガトロン』が初登場となるキャラクターで、元ディセプティコンという経歴を持つオートボットの侍。白を基調としたカラーリングのスポーツカーに変形する。武器は後述するウィングの形見として授かったグレートソードと二振りの小太刀。
戦前は下級階層の出身だったが、親友のガスケットをオートボット達に誤殺されたことでオートボットを激しく憎み、大戦が始まるとディセプティコンに加入、メガトロンからデッドロックの名を与えられ、多くのオートボット戦士を殺害した。しかしその目に余る凶暴性から当時の上官ターモイルと対立、逃亡していたところを中立派の集団「サークル・オブ・ライト」の一人ウィングに保護され、彼らとの交流の末に改心し、ディセプティコンを抜けることにする。
その後は単独でディセプティコンと戦い続けたが、ターモイルの護送船を襲撃した際にレッカーズと共闘し、その活躍に感銘を受けたカップに勧誘されオートボットに加入した。地球での戦いやガルバトロンとの闘いにも参戦し、戦後はロディマスやウルトラマグナス達と共に宇宙船ロスト・ライト号に乗り、「ナイツ・オブ・サイバートロン」を探す旅に出る。
ラング（Rung）
ドリフトらとともにロスト・ライト号に乗船した精神科医。戦争犯罪に問われた仲間たちの精神鑑定や、PTSDなどに苦しむ者たちのカウンセリングを担っている。
ディセプティコン司法局（Decepticon Justice Division）
憲兵と拷問官を兼任する部隊で、脱走兵やメガトロンの理想に害となる者達を捕縛し、惨たらしい拷問にかけた末に処刑する。通称DJD。メンバー全員が大戦中にディセプティコンが陥落させた五大都市に因んだコードネームで名乗っている。
ターン（Tarn）
DJDのリーダーで、戦車に変形する。ディセプティコンのマークを模した仮面を付けている。武器は右腕に装備した2本の融合カノン砲と、聴いた者のスパークを衰弱させて殺す「死の声」。
変形依存症で、度重なる変形で消耗してしまう変形コグを安定的に入手するために、かつてはファーマを脅して取引していた。
へレックス（Helex）
4本腕の巨漢の兵士で、1対のアームを装備した装甲車に変形する。胸部は溶解炉となっており、放り込んだ罪人の外皮を溶かして拷問する。
ケイオン（Kaon）
DJD独自の基準で作り上げた「処刑リスト」の管理を担当する。電気椅子に変形することから分かるように、強力な電撃を発生させて罪人を感電させる。
テサルス（Tesarus）
顔に大きな✕マークのマスクを着けた巨漢の兵士で、2本のアームを装備した装甲車に変形する。腹部に巨大なシュレッダーを装備し、この中に罪人を放り込んで粉々にしてしまう。
ヴォス（Vos）
チームで一番の細身な体型で、狙撃銃に変形する。顔を取り外すことが出来るが、その裏側は無数の棘やドリルが生えており、罪人の顔面に押し付けて拷問する。
また極度の言語的純粋主義者で、チームでもターンしか理解できない原初土俗語（古代サイバトロン語）しか話さない。最近になってからは現代語であるネオサイベックスを学んでいるが、数語を覚えたのがやっとらしい。
ペット（The Pet）
DJDが飼っているターボフォックスというキツネに似た金属生命体。スパークを喰らう「スパークイーター」に憑りつかれており、ケイオンに使役されて猟犬のように罪人を襲う。
ファーマ（Pharma）
『モア・ザン・ミーツ・ジ・アイ』が初登場となるオートボット。惑星メッサテインにあるオートボットの医療施設「デルファイ」を統括する医療士官で、ジェット機に変形する。ラチェットとは戦前からの友人で、自他共に厳しく気難しい性格だが、医者として非常に優秀な人物であった。
しかし同じくメッサテインを拠点とするDJDからデルファイを守るため、最善を尽くした末に亡くなった患者から抜き取った変形コグをターンに貢ぐ裏取引をするようになるも、要求量の多さのあまりわざと患者を殺してコグを奪うようになってしまう。ラチェットがドリフト達と共にデルファイに訪れた際、自身の罪を隠蔽し最高司令部にデルファイ閉鎖を決意させるために「赤錆病（レッドルスト）」を施設内に蔓延させるが、ラチェットらの活躍で自身の犯行であると見抜かれ、激闘の末にドリフトに両手を斬り落とされて谷底に落下し行方不明となる。

## 日本語版
| 発売日         | タイトル                                               | 収録 | 日本版カバー イラストレーション                       | 翻訳者                            |
| -------------- | ------------------------------------------------------ | --- | ----------------------------------------------------- | --------------------------------- |
| 2015年3月23日  | トランスフォーマー：オール・ヘイル・メガトロン         | The Transformers: All Hail Megatron #1-16                                                                                             | N/A                                                   | 中沢俊介                          |
| 2017年4月14日  | トランスフォーマー：フォー・オール・マンカインド       | The Transformers #1-6 | 吉岡英嗣                                              | 石川裕人                          |
| 2017年8月30日  | トランスフォーマー：インターナショナル・インシデント   | The Transformers #7-12 | 坂本ハヤト                                            | 石川裕人                          |
| 2017年11月30日 | トランスフォーマー：リベンジ・オブ・ディセプティコン   | The Transformers #13-18 | 津島直人                                              | 石川裕人                          |
| 2018年2月28日  | トランスフォーマー：ケイオス・セオリー                 | The Transformers #19-23, 25, 27, 29                                                                                                   | 安國一将                                              | 石川裕人 ローズ・賢               |
| 2018年6月29日  | トランスフォーマー：メガトロン・オリジン               | The Transformers: Megatron Origin #1-4 The Transformers: Spotlight: Shockwave The Transformers: Spotlight: Soundwave                  | 座間慧、Josh Burcham                                  | 石川裕人                          |
| 2018年10月31日 | トランスフォーマー：ケイオス                           | The Transformers #24, 26, 28, 30, 31                                                                                                  | みやこなぎ                                            | 石川裕人                          |
| 2019年3月9日   | トランスフォーマー：バンブルビー                       | Transformers: Bumblebee Movie Prequel #1-4                                                                                            | N/A                                                   | 御代しおり                        |
| 2019年7月31日  | トランスフォーマー：ラスト・スタンド・オブ・レッカーズ | The Transformers: Last stand of Wreckers #1-5                                                                                         | 但馬匡                                                | 石川裕人                          |
| 2019年9月28日  | トランスフォーマー：モア・ザン・ミーツ・ジ・アイ １    | The Transformers: The Death of Optimus Prime The Transformers: More than Meets the Eye #1-5                                           | 安國一将（通常版） やまだたかひろ、安國一将（限定版） | 小池顕久                          |
| 2019年9月28日  | トランスフォーマー：ロボッツ・イン・ディスガイズ １    | The Transformers: Robots in Disguise #1-5                                                                                             | 安國一将（通常版） ダイエクスト（限定版）             | 石川裕人 ローズ・賢               |
| 2019年11月29日 | トランスフォーマー：ドリフト                           | The Transformers: Drift #1-4 | みやこなぎ                                            | 石川裕人                          |
| 2020年2月28日  | トランスフォーマー：モア・ザン・ミーツ・ジ・アイ ２    | The Transformers: More than Meets the Eye #6-11 The Transformers: More than Meets the Eye Annual 2012                                 | 藤沢真行                                              | 小池顕久                          |
| 2020年3月28日  | トランスフォーマー：ロボッツ・イン・ディスガイズ ２    | The Transformers: Robots in Disguise #6-10 The Transformers: Robots in Disguise Annual 2012                                           | 大嶋優木                                              | 石川裕人 御代しおり               |
| 2020年8月28日  | トランスフォーマー：モア・ザン・ミーツ・ジ・アイ ３    | The Transformers: More than Meets the Eye #12-16                                                                                      | 但馬匡                                                | 小池顕久 坪野圭介                 |
| 2020年9月30日  | トランスフォーマー：ロボッツ・イン・ディスガイズ ３    | The Transformers: Robots in Disguise #11-16                                                                                           | 吉岡英嗣                                              | 石川裕人 ルビー・翔馬・ジェームス |
| 2021年5月31日  | トランスフォーマー：モア・ザン・ミーツ・ジ・アイ ４    | The Transformers: More than Meets the Eye #17-22                                                                                      | 坂本ハヤト、Josh Perez                                | 小池顕久                          |
| 2021年8月2日   | トランスフォーマー：ロボッツ・イン・ディスガイズ ４    | The Transformers: Robots in Disguise #17-22                                                                                           | 中村豪志                                              | 小池顕久                          |
| 2022年3月26日  | トランスフォーマー：ダーク・サイバートロン １          | The Transformers: Dark Cybertron #1 The Transformers: More than Meets the Eye #23-25 The Transformers: Robots in Disguise #23-24      | 安國一将                                              | 小池顕久                          |
| 2022年3月26日  | トランスフォーマー：ダーク・サイバートロン ２          | The Transformers: Robots in Disguise #25-27 The Transformers: More than Meets the Eye #26-27 The Transformers: Dark Cybertron: Finale | 安國一将                                              | 小池顕久                          |